# Carl August von Hedenberg
Carl August von Hedenberg, före adlandet 1816 Hedenberg, född 29 juni 1784 i Stockholm, död 10 april 1849 i Piteå, var en svensk militär och ämbetsman.

## Biografi
Hedenberg skrevs in som kadett vid Krigsakademien på Karlberg 1797 och utexaminerades därifrån 1801, samma år som han blev fänrik vid livregementsbrigadens värvade infanteribataljon. Han blev sekundlöjtnant vid samma regemente 1802 och premiärlöjtnant regementet (som nu kallades finska gardet) 1805. Han deltog i finska kriget 1808–1809, blev stabskapten vid 2. gardesregementet 1809 och premiärkapten 1810. Hedenberg blev brigadadjutant vid 1. brigaden av svenska armén i Tyskland 1813 och deltog under det  året i slagen vid Grossbeeren, Dennewitz och Leipzig. Han blev kapten i generalstaben 1816 och utnämndes till major samma år.
Han adlades von Hedenberg 1816 och introducerades 1817 på Riddarhuset under nr 2245. von Hedenberg blev 3. major vid 2. gardesregementet 1817, 2. major samma år, överstelöjtnant i generalstaben 1819, 1. major vid regementet 1825, överste i armén 1826 samt överste och chef för Västerbottens regemente 1828. von Hedenberg blev tillförordnad landshövding i Norrbottens län 1830 och utnämndes till generaladjutant i armén 1835. von Hedenberg var ordinarie landshövding i Norrbottens län 1837–1849. Under hans ämbetsperiod var Piteå länets residensstad.
von Hedenberg var son till arkiatern och Linnélärjungen Anders Hedenberg och Anna Catharina Lewin. Han var gift med Hedvig Lyström, som var dotter till fabrikören Erik Lyström. Han var far till bland andra överstelöjtnanten August von Hedenberg, kommendören Robert von Hedenberg, Emilia von Hedenberg som var gift med sågverksägaren Nils Lundström och godsägaren friherre Georg af Schmidt, Teresia von Hedenberg som var gift med förste lantmätaren i Norrbottens län Johan Erik Nyström, Louise von Hedenberg som var gift med regementsläkaren Gustaf Waldenström, Alina von Hedenberg som var gift med lanträntmästaren i Norrbottens län Frithiof Waldenström, jägmästaren Reinhold von Hedenberg, häradsskrivaren Lennart von Hedenberg och Vilhelmina (Mina) von Hedenberg som var gift med landssekreteraren i Västerbottens län Carl Johan Cygnæus.

## Utmärkelser
- Riddare av Svärdsorden 1814
- Ledamot av Kungliga Krigsvetenskapsakademien 1824